# هولاکو (آلاباما)
هولاکو (به انگلیسی: Hulaco) یک منطقهٔ مسکونی در ایالات متحده آمریکا است که در آلاباما واقع شده‌است. هولاکو ۳۲۴ متر بالاتر از سطح دریا واقع شده‌است.